# Sulcus radiatus
De sulcus radiatus is een hersengroeve in de frontale kwab van de grote hersenen. Deze groeve ligt binnen de pars triangularis van de gyrus frontalis inferior voor de sulcus triangularis.

## Schorsvelden
Brodmann plaatste in zijn hersenkaart van de mens de voorste grens van area 45 nabij de sulcus radiatus, maar meende dat area 45 in veel gevallen ook voorbij deze hersengroeve liep.